# Гравець року футбольного клубу «Челсі»

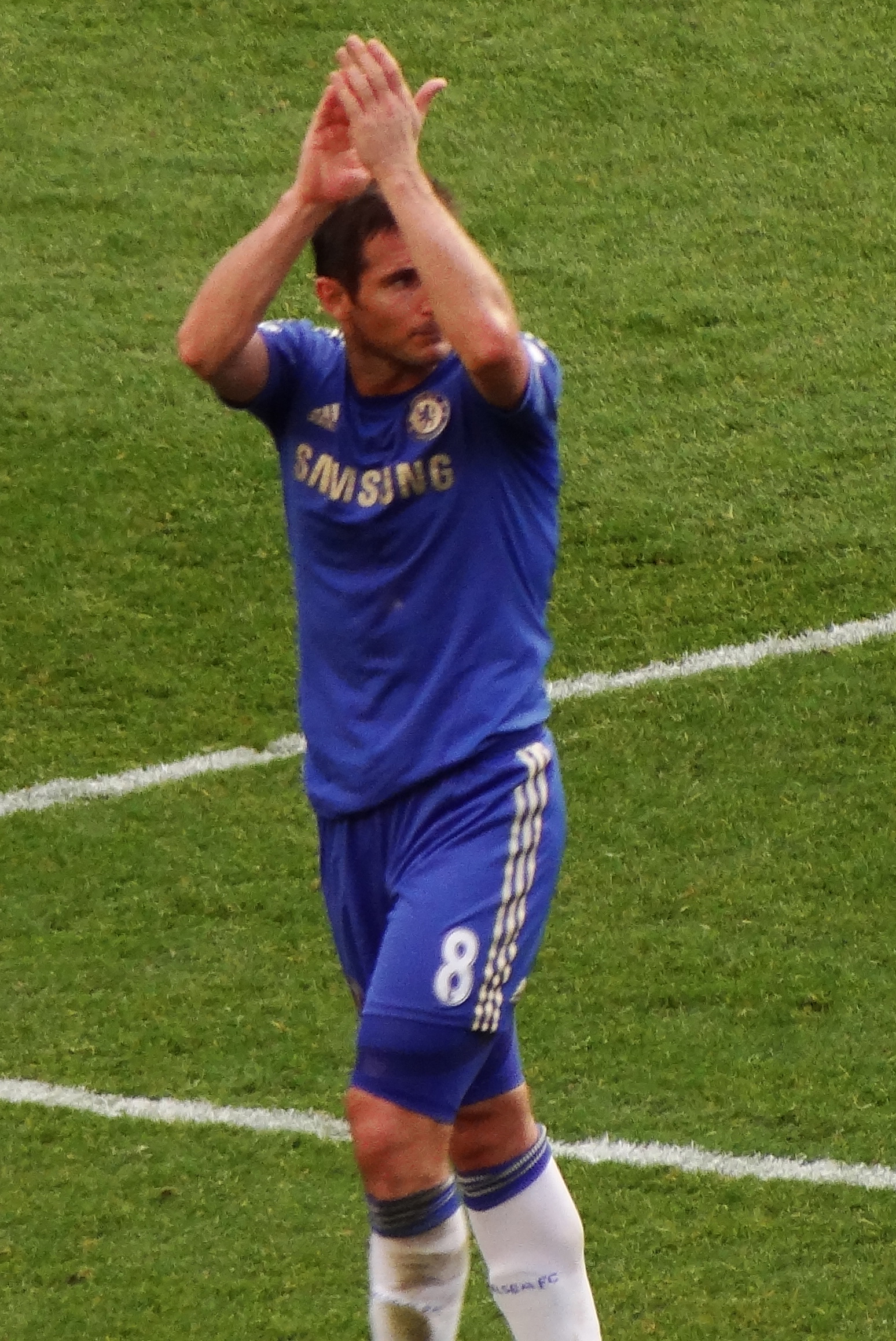
Френк Лемпард — триразовий володар нагороди.

Гравець року у «Челсі» (англ. Chelsea Player of the Year) — футбольна нагорода, яку вручають найкращому футболістові «Челсі» минулого сезону за результатами голосування уболівальників клубу.
Нагорода, яку вручають по завершенні кожного сезону, являє собою металевий кубок із зображенням емблеми «Челсі». Вручення нагород проводять зазвичай на початку травня. Першим володарем нагороди став Пітер Бонетті. Двічі нагороду вигравали Джон Голлінс (1970, 1971), Чарлі Кук (1968, 1975), Девід Вебб (1969, 1972), Рей Вілкінс (1976, 1977), Пет Невін (1984, 1987), Денніс Вайз (1998, 2000), Джанфранко Дзола (1999, 2003), Джон Террі (2001, 2006), Хуан Мата (2012, 2013) і Еден Азар (2014, 2015). 2009 року Френк Лемпард став першим футболістом, який виграв цей приз три рази (до цього він отримував нагороду в 2004 та 2005 роках). 2017 року Азар також втретє виграв цей трофей.
Крім призу Гравець року за версією вболівальників, по закінченні сезону вручаються нагороди: Гравець року за версією футболістів, Найкращий молодий гравець року, Найкращий гравець року в Академії, Найкращий гол сезону і Нагорода за особливі заслуги. 2010 року була вручена спеціальна нагорода За внесок у життя клубу, її отримала Тереза Коннеллі за 33-х річну роботу в клубі.

## Номінації

### Гравець року за версією вболівальників
| Рік  | Переможець    |
| ---- | ------------- |
| 1967 | Пітер Бонетті |
| 1968 | Чарлі Кук     |
| 1969 | Девід Вебб    |
| 1970 | Джон Голлінс  |
| 1971 | Девід Вебб    |
| 1972 | Джон Голлінс  |
| 1973 | Пітер Осгуд   |
| 1974 | Гарі Лок      |
| 1975 | Чарлі Кук     |
| 1976 | Рей Вілкінс   |
| 1977 | Рей Вілкінс   |
| 1978 | Мікі Дрой     |
| 1979 | Томмі Ленглі  |
| 1980 | Клайв Вокер   |
| 1981 | Петер Борота  |
| 1982 | Майк Філлері  |
| 1983 | Джої Джонс    |
| 1984 | Пет Невін     |

| Рік  | Переможець       |
| ---- | ---------------- |
| 1985 | Девід Спіді      |
| 1986 | Едді Недзвецкі   |
| 1987 | Пет Невін        |
| 1988 | Тоні Доріго      |
| 1989 | Грем Робертс     |
| 1990 | Кеннет Монку     |
| 1991 | Енді Таунсенд    |
| 1992 | Пол Елліотт      |
| 1993 | Френк Сінклер    |
| 1994 | Стів Кларк       |
| 1995 | Ерланд Йонсен    |
| 1996 | Руд Гулліт       |
| 1997 | Марк Г'юз        |
| 1998 | Денніс Вайз      |
| 1999 | Джанфранко Дзола |
| 2000 | Денніс Вайз      |
| 2001 | Джон Террі       |
| 2002 | Карло Кудічіні   |

| Рік  | Переможець       |
| ---- | ---------------- |
| 2003 | Джанфранко Дзола |
| 2004 | Френк Лемпард    |
| 2005 | Френк Лемпард    |
| 2006 | Джон Террі       |
| 2007 | Майкл Есьєн      |
| 2008 | Джо Коул         |
| 2009 | Френк Лемпард    |
| 2010 | Дідьє Дрогба     |
| 2011 | Петр Чех         |
| 2012 | Хуан Мата        |
| 2013 | Хуан Мата        |
| 2014 | Еден Азар        |
| 2015 | Еден Азар        |
| 2016 | Вілліан          |
| 2017 | Еден Азар        |
| 2018 | Н'Голо Канте     |

### Гравець року за версією футболістів

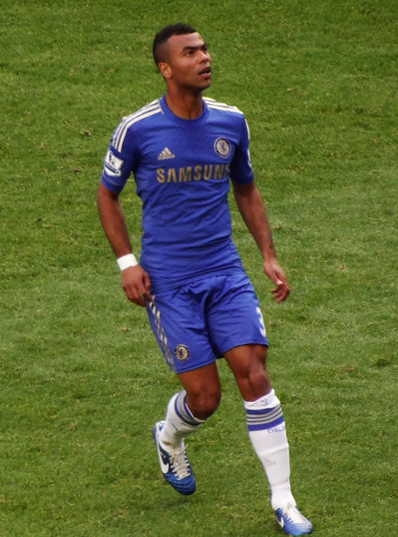
Ешлі Коул — дворазовий володар нагороди.

| Рік  | Переможець        |
| ---- | ----------------- |
| 2006 | Клод Макелеле     |
| 2007 | Дідьє Дрогба      |
| 2008 | Рікарду Карвалью  |
| 2009 | Ешлі Коул         |
| 2010 | Флоран Малуда     |
| 2011 | Ешлі Коул         |
| 2012 | Рамірес           |
| 2013 | Хуан Мата         |
| 2014 | Сесар Аспілікуета |
| 2015 | Еден Азар         |
| 2016 | Вілліан           |
| 2017 | Н'Голо Канте      |
| 2018 | Вілліан           |

### Найкращий молодий гравець року

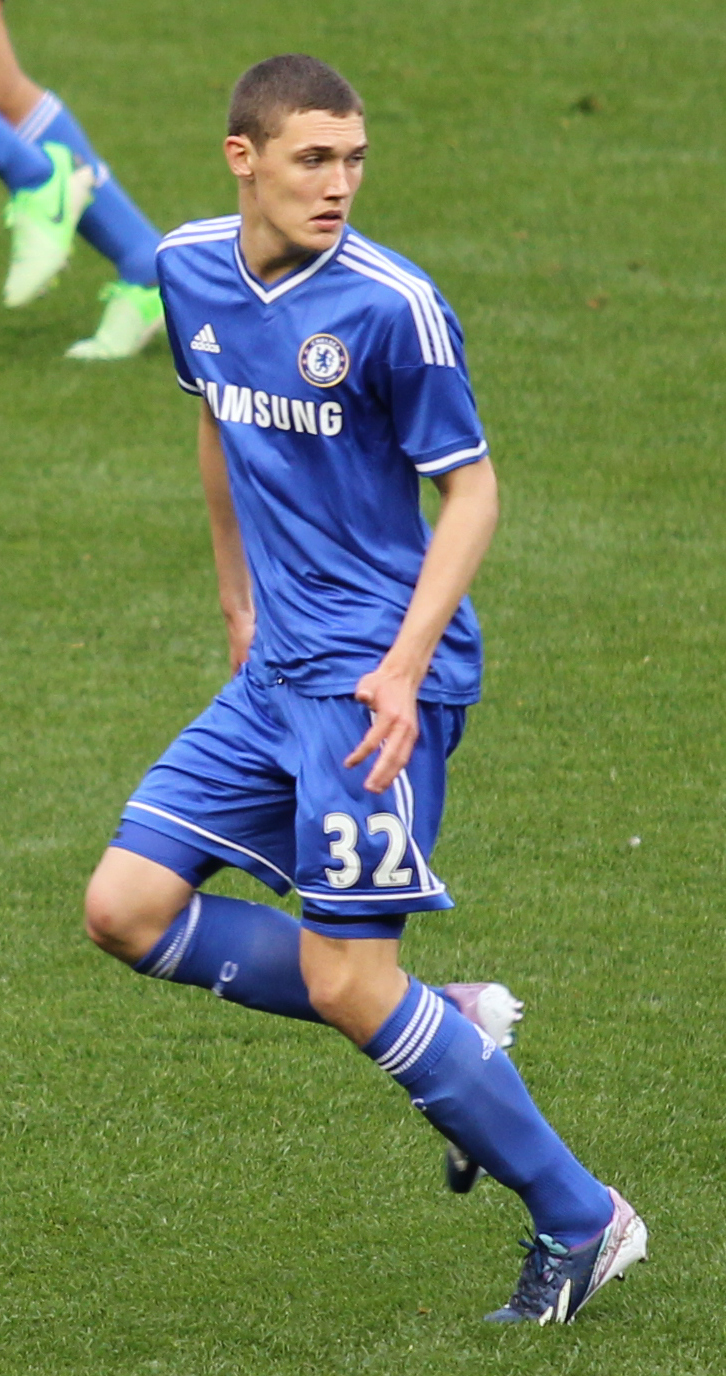
Андреас Крістенсен — чинний володар нагороди.

| Рік  | Переможець      |
| ---- | --------------- |
| 1983 | Кейт Даблін     |
| 1984 | Роберт Айзек    |
| 1985 | Гарет Гол       |
| 1986 | Мікі Бодлі      |
| 1987 | Джейсон Канді   |
| 1988 | Едді Каннінгтон |
| 1989 | не присуджували |
| 1990 | не присуджували |
| 1991 | Енді Маєрс      |
| 1992 | Зеке Роу        |
| 1993 | Ніл Шіпперлі    |
| 1994 | Марк Ніколс     |

| Рік  | Переможець     |
| ---- | -------------- |
| 1995 | Кріс Маккенн   |
| 1996 | Джоді Морріс   |
| 1997 | Нік Кріттенден |
| 1998 | Джон Террі     |
| 1999 | Сем Далла Бона |
| 2000 | Ріс Еванс      |
| 2001 | Леон Найт      |
| 2002 | Карлтон Коул   |
| 2003 | Роберт Гут     |
| 2004 | Роберт Гут     |
| 2005 | Роберт Гут     |
| 2006 | Лассана Діарра |

| Рік  | Переможець          |
| ---- | ------------------- |
| 2007 | Джон Обі Мікел      |
| 2008 | команда до 18 років |
| 2009 | Майкл Менсьєнн      |
| 2010 | команда до 18 років |
| 2011 | Джош Макекран       |
| 2012 | Лукас Піазон        |
| 2013 | Натан Аке           |
| 2014 | Льюїс Бейкер        |
| 2015 | Курт Зума           |
| 2016 | Рубен Лофтус-Чік    |
| 2017 | не присуджували     |
| 2018 | Андреас Крістенсен  |

### Найкращий гравець року в Академії
| Рік  | Переможець      |
| ---- | --------------- |
| 2007 | Бен Саар        |
| 2015 | Домінік Соланке |
| 2016 | Фікайо Томорі   |
| 2017 | Мейсон Маунт    |
| 2018 | Ріс Джеймс      |

### Найкращий гол сезону
| Рік  | Переможець       | Суперник                 | Турнір               | Дата             |
| ---- | ---------------- | ------------------------ | -------------------- | ---------------- |
| 2007 | Майкл Есьєн      | Арсенал                  | Прем'єр-ліга         | 10 грудня 2006   |
| 2008 | Жуліано Беллетті | Тоттенгем Готспур        | Прем'єр-ліга         | 12 січня 2008    |
| 2009 | Майкл Есьєн      | Барселона                | Ліга чемпіонів УЄФА  | 6 травня 2009    |
| 2010 | Ешлі Коул        | Сандерленд               | Прем'єр-ліга         | 16 січня 2010    |
| 2011 | Рамірес          | Манчестер Сіті           | Прем'єр-ліга         | 20 березня 2011  |
| 2012 | Рамірес          | Барселона                | Ліга чемпіонів УЄФА  | 24 квітня 2012   |
| 2013 | Оскар            | Ювентус                  | Ліга чемпіонів УЄФА  | 19 вересня 2012  |
| 2014 | Льюїс Бейкер     | Арсенал                  | Прем'єр-ліга (до 21) | 22 квітня 2014   |
| 2015 | Оскар            | Квінз Парк Рейнджерс     | Прем'єр-ліга         | 1 листопада 2014 |
| 2016 | Еден Азар        | Тоттенгем Хотспур        | Прем'єр-ліга         | 2 травня 2016    |
| 2017 | Еден Азар        | Арсенал                  | Прем'єр-ліга         | 4 лютого 2017    |
| 2018 | Вілліан          | Брайтон енд Гоув Альбіон | Прем'єр-ліга         | 20 січня 2018    |

### Нагорода за особливі заслуги
| Год  | Победитель       | Примечание |
| ---- | ---------------- | --- |
| 2007 | Петр Чех         | За те, що повернувся в футбол після важкої травми голови, отриманої в матчі проти «Редінга» в жовтні 2006 року. |
| 2008 | Френк Лемпард    | За досягнення 100 голів за клуб в чемпіонаті.                                                                   |
| 2008 | Джон Демпсі      | За 9-й річну відданість клубу (1969—1978) і роботу з дітьми-інвалідами                                          |
| 2009 | Джон Террі       | За 10-ти річну відданість клубу.                                                                                |
| 2010 | Пітер Бонетті    | Рекордсмен клубу за кількістю проведених матчів серед воротарів (729).                                          |
| 2011 | Рон Гарріс       | Рекордсмен клубу за кількістю проведених матчів (795).                                                          |
| 2012 | Боббі Темблінг   | Володар клубного рекорду за кількістю забитих голів (202).                                                      |
| 2013 | Френк Лемпард    | Володар клубного рекорду за кількістю забитих голів (203).                                                      |
| 2014 | Паулу Феррейра   | За 9-ти річну відданість клубу (2004—2013).                                                                     |
| 2015 | Річард Аттенборо | За особливі заслуги в номінації «Особливе визнання» (посмертно).                                                |
| 2016 | Джон Террі       | За досягнення 700 проведених матчів за клуб.                                                                    |
| 2016 | Гус Гіддінк      | В знак подяки за все, що він зробив для клубу за два терміни перебування на посаді.                             |